# Plaza de toros Vicente Segura
La plaza de toros Vicente Segura es una plaza de toros situada en Pachuca de Soto en el estado de Hidalgo en México.

## Historia
La plaza fue inaugurada el 11 de noviembre de 1978. Su nombre se debe a Vicente Segura. De la tradición taurina de Pachuca son testimonio las anteriores plazas de toros de la localidad como la situada detrás de lo que hoy es la Basílica Menor de La Virgen de Guadalupe, antes La Villita, o el lienzo charro Nicolás Romero, construido con tendidos improvisados provenientes de las tribunas del Estadio Revolución Mexicana.[cita requerida]
El domingo 16 de noviembre de 2008 se conmemoración 30 años de su edificación con una corrida a cargo del rejoneador Jorge Hernández Gárate, los Forcados Mexicanos y Mazatlecos, y los toreros Humberto Flores, Pablo Samperio y Julio Benítez “El Cordobés”, para lidiar toros de La Estancia. El 1 de diciembre de 2009 la Dirección de Reglamentos y Espectáculos del estado de Hidalgo impuso una multa de 51 mil pesos y la clausura del recinto por la suspensión de la corrida del 28 de noviembre de 2009 treinta minutos antes de que se cumpliera la hora de iniciar el paseíllo.
El domingo 14 de abril de 2013 la empresa Pasión Ganadera desvelo una placa con motivo de las 2000 corridas de Pablo Hermoso de Mendoza en este coso. Al terminar el paseíllo más de 80 charros mexicanos a caballo entraron al ruedo para rendir homenaje y entregar un reconocimiento a Pablo Hermoso de Mendoza, siendo el gobernador de Hidalgo José Francisco Olvera Ruíz quien entregó el reconocimiento montado a caballo, posteriormente se escucharon los himnos nacionales de España y México. Pablo Hermoso de Mendoza dio la vuelta al ruedo con el ganadero de Los Encinos, y Joselito Adame con el ganadero de Torreón de Cañas. El 25 de noviembre de 2017 se llevó a cabo una corrida charro-taurina con el rejoneador Emiliano Gamero, los Forcados Mexicanos y de Pachuca y los toreros Uriel Moreno “El Zapata” y Arturo Macías "El Cejas". 
Entre los últimos festejos taurinos señalar las puertas grandes de Iván Fandiño y Arturo Macías (2013), Leo Valadez, Diego Ventura y Luis David (2019) o Ernesto Javier “Calita” (2022), En cuanto a los toros indultados reseñar Allende de la ganadería San Marcos para Angelino de Arriaga (2017) o Elogio de la ganadería Torreón de Cañas por José Mauricio (2022).

## Descripción
Tiene capacidad para 10 000 asistentes Se trata de una plaza de toros de tercera categoría. Durante la Feria de Pachuca se ocupa como espacio destina a conciertos. Además se emplea para corridas de toros, charreadas y otros eventos culturales, deportivos y de ocio.